# بندبن (بابل)
بندبن، روستایی است از توابع بخش بندپی شرقی شهرستان بابل در استان مازندران ایران.

## جمعیت
این روستا در دهستان سجادرود قرار دارد و براساس سرشماری مرکز آمار ایران در سال ۱۳۸۵، جمعیت آن ۲۲۷ نفر (۶۲خانوار) بوده‌است.